# Juliusz Cezar (sztuka)

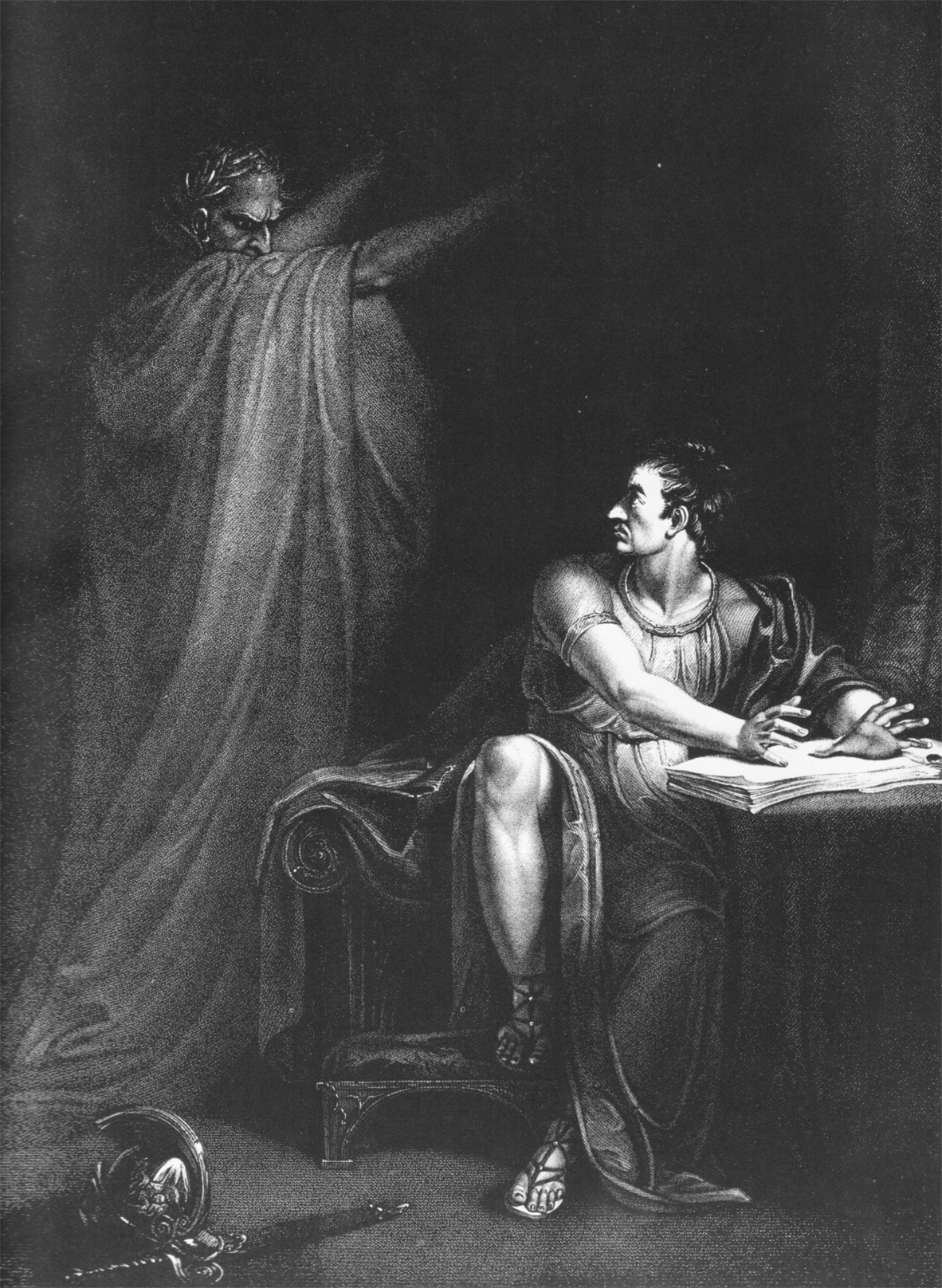
Brutus i duch Cezara (1802) – miedzioryt Edwarda Scrivena na podstawie obrazu Richard Westall, ilustrujący akt IV, scenę III dramatu Szekspira

Juliusz Cezar – sztuka autorstwa Williama Shakespeare’a, napisana w roku 1599. Opowiada o spisku przeciwko rzymskiemu dyktatorowi, Juliuszowi Cezarowi, jego zabójstwie i następstwach tego wydarzenia. To pierwsza ze sztuk związanych z Rzymem oparta na prawdziwych wydarzeniach.
Sam Cezar nie jest główną postacią w tym utworze, bierze udział tylko w trzech scenach i ginie na początku trzeciego aktu. Głównym bohaterem jest Brutus, głównym problemem zaś jest jego wewnętrzna walka pomiędzy patriotyzmem, honorem a przyjaźnią.
Krytycy są zgodni, że sztuka ta odzwierciedla obawy mieszkańców Anglii przed zbliżającą się elekcją. Królowa Elżbieta I nie wyznaczyła swojego następcy, co mogło doprowadzić do wojny domowej, podobnej do tej w Rzymie.

## Postacie
- Juliusz Cezar
- Oktawian August, Marek Antoniusz, Marek Lepidus – członkowie II triumwiratu
- Cyceron, Publiusz, Popilius Lena – senatorowie
- Brutus, Kasjusz, Kaska, Treboniusz, Ligariusz, Decjusz Brutus, Metellus Cymber, Cynna – spiskowcy przeciwko Cezarowi
- Flawiusz i Mureliusz – trybuni
- Cynna – poeta
- Inny Poeta
- Lucyliusz, Tytyniusz, Messala, Młody Katon, Wolumniusz – przyjaciele Brutusa i Kasjusza
- Warro, Klitus, Klaudiusz, Strato, Lucjusz, Dardaniusz – służba Brutusa
- Pindarus – służący Kasjusza
- Kalpurnia – żona Cezara
- Porcja – żona Brutusa
- Senatorowie, Obywatele, Straże etc.